# 相澤嘉久治
相澤 嘉久治（あいざわ かくじ、1934年（昭和9年）4月22日- ）は、日本の劇作家、放送作家。放送作家名は山形三吉。

## 人物
山形県東村山郡山辺町出身。山形県立山形南高等学校卒、早稲田大学第一文学部中退。
劇団中央芸術劇場を経て1959年、東京芸術座結成に参加。1969年に同劇団退団。以後フリーの劇作家、放送作家として活動した後、1976年に出身地の山形県に帰郷。創刊した総合芸術誌月刊『場』が廃刊となったのを機に、マスコミの集中独占の排除を訴える運動を始める。山形県下の山形新聞・山形放送（YBC）によるマスコミ独占状況に批判的な立場から、「マスコミの集中排除運動」の機関誌としての月刊『V』を創刊。
相澤が発行人をつとめた『うぃずY』は、1987年に「NTT全国タウン誌フェスティバル」（現在終了）で大賞を受賞した。
2009年、劇作活動を再開。「月山が見ている」を執筆、上演。
2010年、「沖縄県伊江島を思う」を執筆、出版。
2015年、戯曲「伊江島」（沖縄県伊江島を思う」改定稿）を月刊素晴らしい山形3月号に発表。

## 主な舞台脚本
- 『北方の記録』（京浜協同劇団・東京芸術座他上演）
- 『俺は雷』（早乙女勝元原作、東京芸術座上演）
- 『沖縄の海の底深く』（望月優子と友達の会上演）
- 『若者たち』（山内久との共同脚本・青年劇場他上演）
- 『ベトナムを見ている・沖縄』（東京演劇アンサンブル上演）
- 『月山が見ている』（2009年「東京・前進座劇場」ほか仙台・山形等上演・主演左右田一平）

## 主なテレビ台本
- 『限りなき青春』（日本テレビ）
- 『青島-ノックのワイドショー』（日本テレビ）
- 『青島幸男のワイドショー』（日本テレビ）
- 『お昼のワイドショー』（日本テレビ）
- 『11PM』（日本テレビ）
- 『遠い道のりを』（山梨放送・文部大臣賞受賞）
- 『昭和のやまがた』（山形テレビ）

## 主な著書
1981年から1989年にかけて、服部敬雄（当時の山形新聞・山形放送（YBC）社長）に批判的な立場の書籍を多数編著し、後に『マスコミの集中排除運動の記録』（全5巻）としてまとめられる。いずれも「ぐるうぷ場」発行。
- 『服部敬雄山形新聞社長・山形放送社長・山形テレビ相談役に問う！』
- 『山形県民に訴える』
- 『立ち上がった山形県民』
- 『新しい山形の建設は…』
- 『山形が変わった 一つの時代の終焉』山形が変わった 一つの時代の終焉
- 『北越二十三人衆』（民衆社）
- 『北方の記録-相沢嘉久治劇曲集I』（場出版局）
- 『郷土に生きる』（甲陽書房）
- 『草思庵から』（いちい書房）
- 『そば処山形ーこだわりの店55選』（いちい書房）
- 『｢そば処·山形｣うまい店295選』
- 『これでいいのか、山形県民！？』（いちい書房）
- 『続・これでいいのか、山形県民！？』（いちい書房）
- 『続々・これでいいのか、山形県民！？』（いちい書房）
- 『メディア帝国の恐怖と貧困～マスコミの集中排除運動と早坂茂三～』（いちい書房共著）
- 『月山が見ている』（月刊素晴らしい山形2009年6月号・ぐるうぷ場）
- 『沖縄県伊江島を思う』（いちい書房）第1部戯曲　第2部戯曲の周辺　第3部戯曲について
- 『小説・望月優子』を2010年6月から月刊「素晴らしい山形」（ぐるうぷ場）に不定期連載中。

★朗読劇｢花ぬ美らさ｣
(阿波根昌鴻｢伊江島の闘い｣を語る)
2016年3月5日公開収録映像製作
監督·相澤嘉久治·DVD 発売中
★｢田中角栄と早坂茂三｣
山形三吉編2016年10月1日発行